# Eytan Fox
Eytan Fox (Hebreeuws: איתן פוקס) (New York, 21 augustus 1964) is een Israëlische regisseur. Hij brak internationaal door met de film Yossi & Jagger.

## Biografie
Fox werd geboren in New York, maar verhuisde op tweejarige leeftijd met zijn familie naar Israël. Zijn vader, Setmour Fox, was een aanhanger van het conservatieve rabbi en een vooraanstaand professor in Joods onderwijs aan de Hebreeuwse Universiteit van Jeruzalem. Zijn moeder, Sara Kaminker-Fox, was hoofd van het stadsbestuur van´Jeruzalem en was betrokken bij de ruimtelijke ordening van de stad. Fox heeft twee oudere broers, David en Danny.
Fox groeide op in Jeruzalem en diende in het Israëlische leger, vervolgens studeerde hij aan de Universiteit van Tel Aviv. Hij is openlijk homoseksueel en in veel van zijn films komen dan ook thema's rond homoseksualiteit aan bod, alsook het effect van het Israëlisch-Palestijns conflict op de relaties tussen de personages.
Fox, openlijk homoseksueel en zijn partner, Gal Uchovsky, zijn al 18 jaar samen. Ze werken ook samen op professioneel gebied. Uchovsky is een schrijver en journalist, maar is ook vaak betrokken bij het schrijven van de scripts voor Fox' films.

## Prijzen
In 2006 kreeg Fox als eerste de Decade Award van het Washington Jewish Film Festival, een prijs die wordt uitgereikt aan een filmmaker wiens werk een aanzienlijke bijdrage heeft geleverd aan de Joodse cinema over een periode van minstens 10 jaar.

## Filmografie
- After (1990)
- Shirat Ha'Sirena (Siren's Song, 1994)
- Florentin (1997, tv-serie)
- Ba'al Ba'al Lev (1997)
- Yossi & Jagger (2002)
- Walk on Water (2004)
- The Bubble (2006)
- Tamid oto halom (2009, tv-serie). In Duitsland,[7] het Verenigd Koninkrijk en de Verenigde Staten kwam deze serie in 2011 uit onder de titel Mary Lou.
- Yossi (2012)